# Мосоловы (промышленники)
Мосоловы — семья промышленников, жившая в Туле и в городе Дубна во времена Российской империи.

## Биография
Мосоловы были выходцами из Тульской оружейной слободы. Первый, о ком сохранилась информация в источниках, был Астафий Мосолов. Его сын Сидор Астафьевич Мосолов был доверенным человеком дворянина или боярина. Внук Сидора Мосолова — Тимофей Фокич Мосолов был владельцем поместий в 1580—1615 годах. У него было шестеро братьев, у которых были сыновья, но все они были служилыми людьми. Сын Тимофея Фокича Мосолова — Григорий Мосолов, по состоянию на 1674 год был казенным кузнецом. У Григория Фокича было несколько детей. Его сыновья Максим и Кузьма в 1674 году были стрелецкими и засечными головами. Также у них был брат Перфилий, но о его роде деятельности информации не сохранилось. А вот его дети, как и дети Кузьмы, стали заниматься металлургией и их можно считать основателями металлургических династий в Тульской области.
Сыновья Перфилия Григорьевича Мосолова — Алексей, Максим, Иван Большой и Иван Меньшой основали свою фирму. Параллельно заниматься предпринимательством начал их двоюродный брат, Федор Кузьмич Мосолов — сын Кузьмы Мосолова. 2 августа 1728 года сыновья Перфилия Мосолова получили разрешение на строительство Мышегского завода.
Около 1730 года родился племянник Антипа Максимовича Мосолова — Алексей Перфильевич Мосолов.
Мышегский завод начал работать в 1729 или в 1730 году, он находился на реке Мышеге у деревни Лениной. В 1734 году начал работать Шанский доменный и передельный завод. В 1738 году — Архангельский молотовый завод, в 1739 году — Гиреевский молотовый завод, в 1740 году — Непложский доменный и молотовый завод.
Федор Кузьмич Мосолов получил разрешение на постройку чугуноплавильного молотового завода в Алексинском уезде 1 сентября 1740 года. Это вызвало негативную реакцию со стороны Никиты Никитича Демидова и его двоюродных братьев Мосоловых, но завод все равно был пущен. Он послужил основой для возникновения поселка Дубна. Завод производил чугунную посуду, печные приборы, эмалированную посуду.
Алексей Перфильевич Мосолов был женат, у них с женой родились сыновья Иван Алексеевич и Григорий Алексеевич. Его двор находился в приходе церкви Рождества Христова в Казенной слободе. Алексей Перфильевич Мосолов умер не позже 1746 года.
В 1750 году Мосоловы купили Шурминский завод у Молотовых, завод был медеплавильным, но его деятельность переориентировали, и он стал передельным и доменным. В 1751 году Мосоловы купили у П. Осокина Назе-Петровский доменный и молотовый завод. В 1752 году свою работу начал Бытошевский доменный и молотовый завод. В 1753 году заработал Кано-Никольский медеплавильный завод, но в том же году был разрушен Архангельский молотовый завод, а затем он был передан А. И. Шувалову. 1753 год был сложным для купцов Мосоловых. 
Граф Александр Иванович Шувалов оспорил деятельность Архангельского завода, и Берг-коллегия постановила снести этот завод.
В 1755 году два завода — Шанский и Гиреевский — были разрушены по указу Сената.
Закрытие заводов нанесло Мосоловым существенный ущерб, который составил 100 тысяч рублей. Один из Мосоловых, Максим Перфильевич, особенно тяжело переживал случившееся, из-за чего заболел, и спустя 10 лет умер. В 1760 году Мосоловы решили разделить имущество и развивать свои предприятия самостоятельно.
14 августа 1761 года начал свою работу Златоустовский доменный и молотовый завод. В 1761 году заработал Уфалеевский доменный и передельный завод. В 1762 году Назе-Петровский завод продали Я. Петрову и М. Мясникову. В 1769 году заработал Буйский молотовый завод, в 1772 году — Залазнинский доменный и молотовый, и Суховязский молотовый завод. 18 февраля 1788 года состоялся запуск завода Шурма-Никольского доменного.
В 1791 году начал работать Сенетско-Ивановский завод. Его собственниками были братья Иван Большой, Иван Меньшой и Федор Филиппович Мосолов.
24 июня 1803 года родился Петр Иванович Мосолов — сын Ивана Меньшого Филипповича. Он построил в Дубне напротив завода трехэтажный дом. Дом был с верандой, его украшали литые чугунные элементы. Рядом с домом была контора Мосоловых. Усадьба Мосоловых сохранилась до наших дней и числится архитектурным памятником. Дому почти 200 лет — он был построен в 1820-х годах. Первый этаж дома — каменный, второй и третий — деревянные. В доме — бальный зал, гостиная для приемов, жилые комнаты. Украшением дома была ажурная лестница, кронштейны. Рядом с домом был парк с фруктовыми садами. Перед парадным въездом стояли каменные башни.
4 июля 2020 года в усадьбе открылся Музейно-туристический комплекс, посвященный истории российской доменной металлургии. Музейная экспозиция насчитывает более 200 экспонатов. В частности, представлена домница тульского кузнеца и доменная печь металлургического завода, электронная энциклопедия заводов тульского региона и России. 

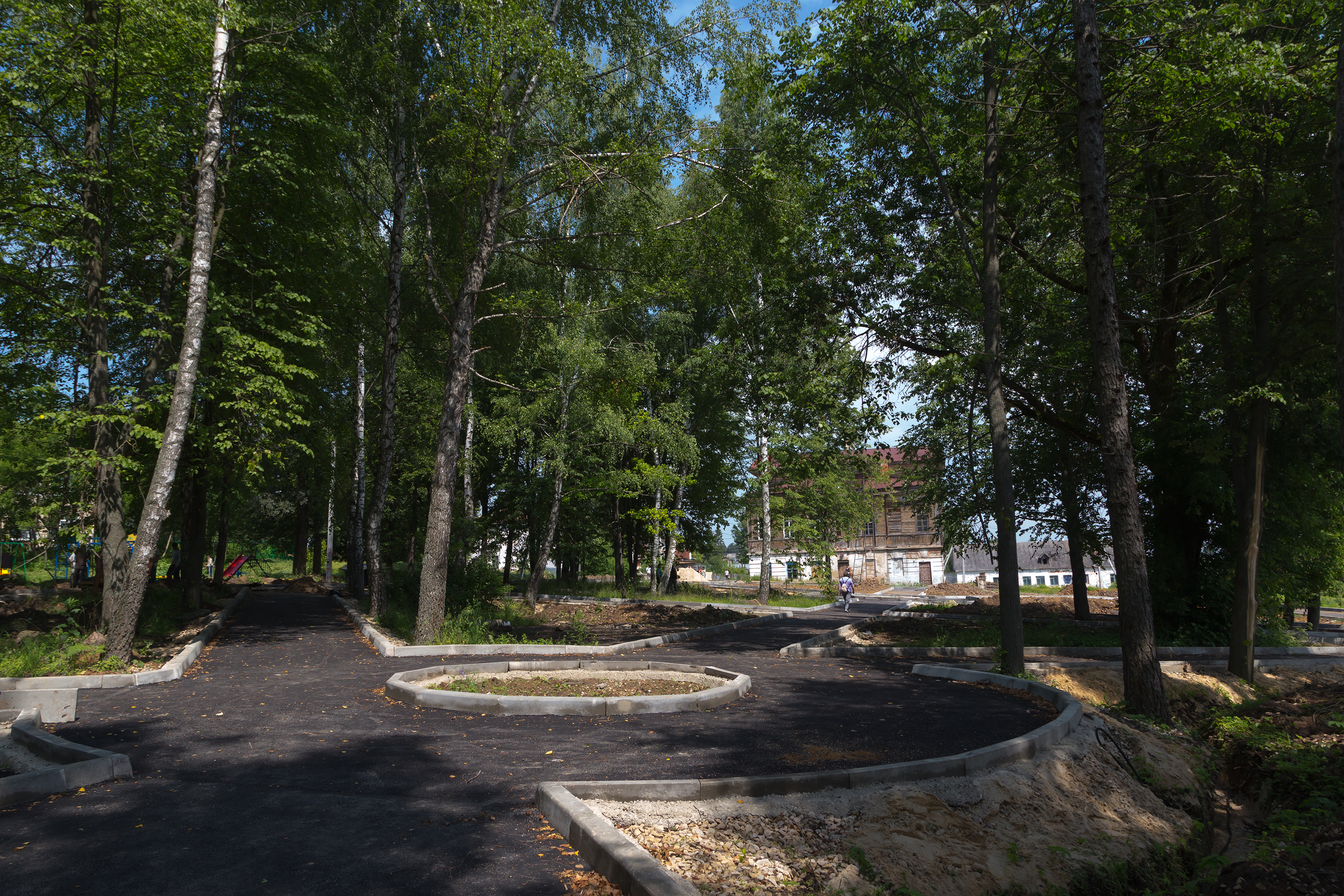
Парк промышленной усадьбы Мосоловых
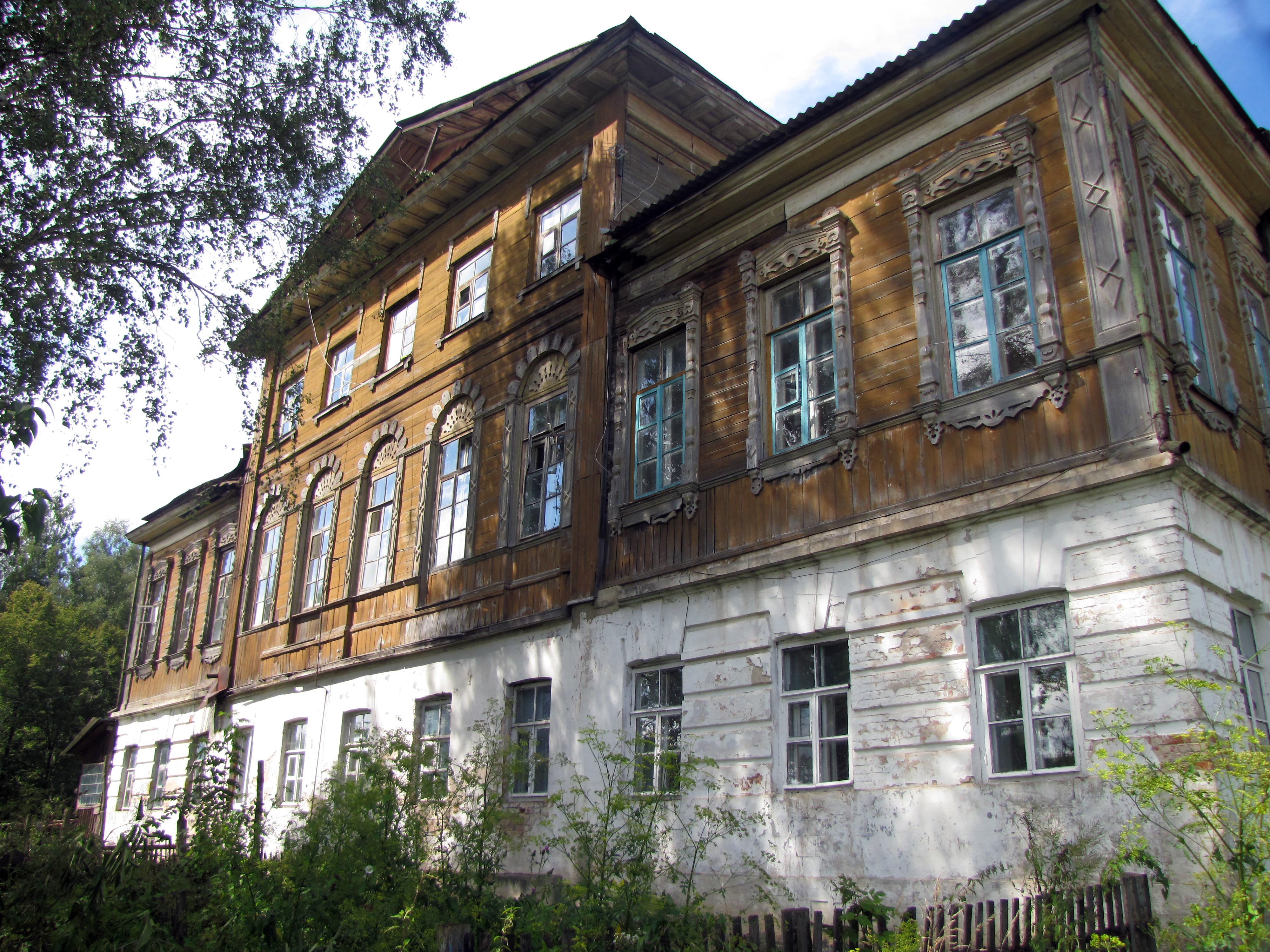
Дом Мосоловых
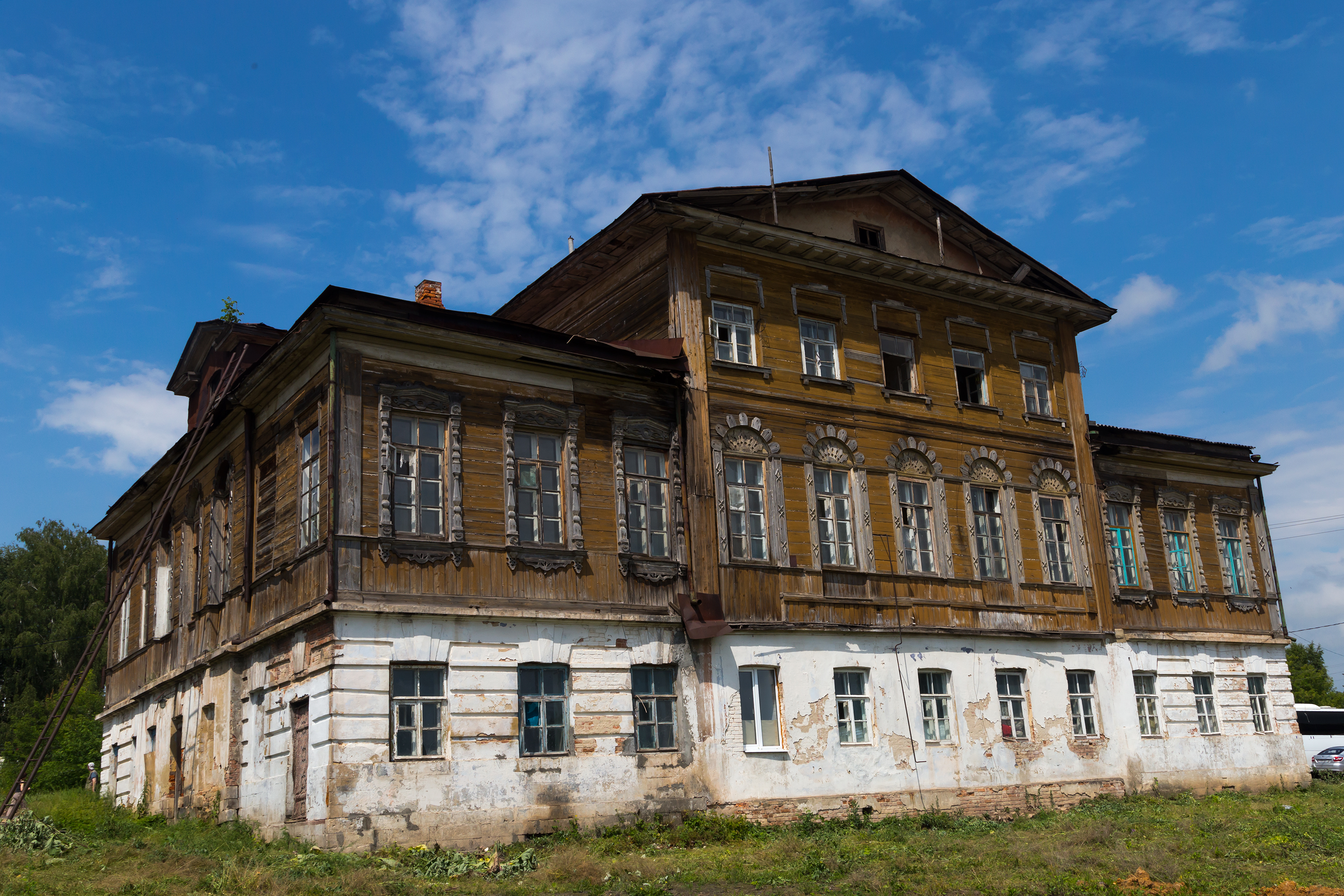
Главный жилой дом промышленной усадьбы Мосоловых
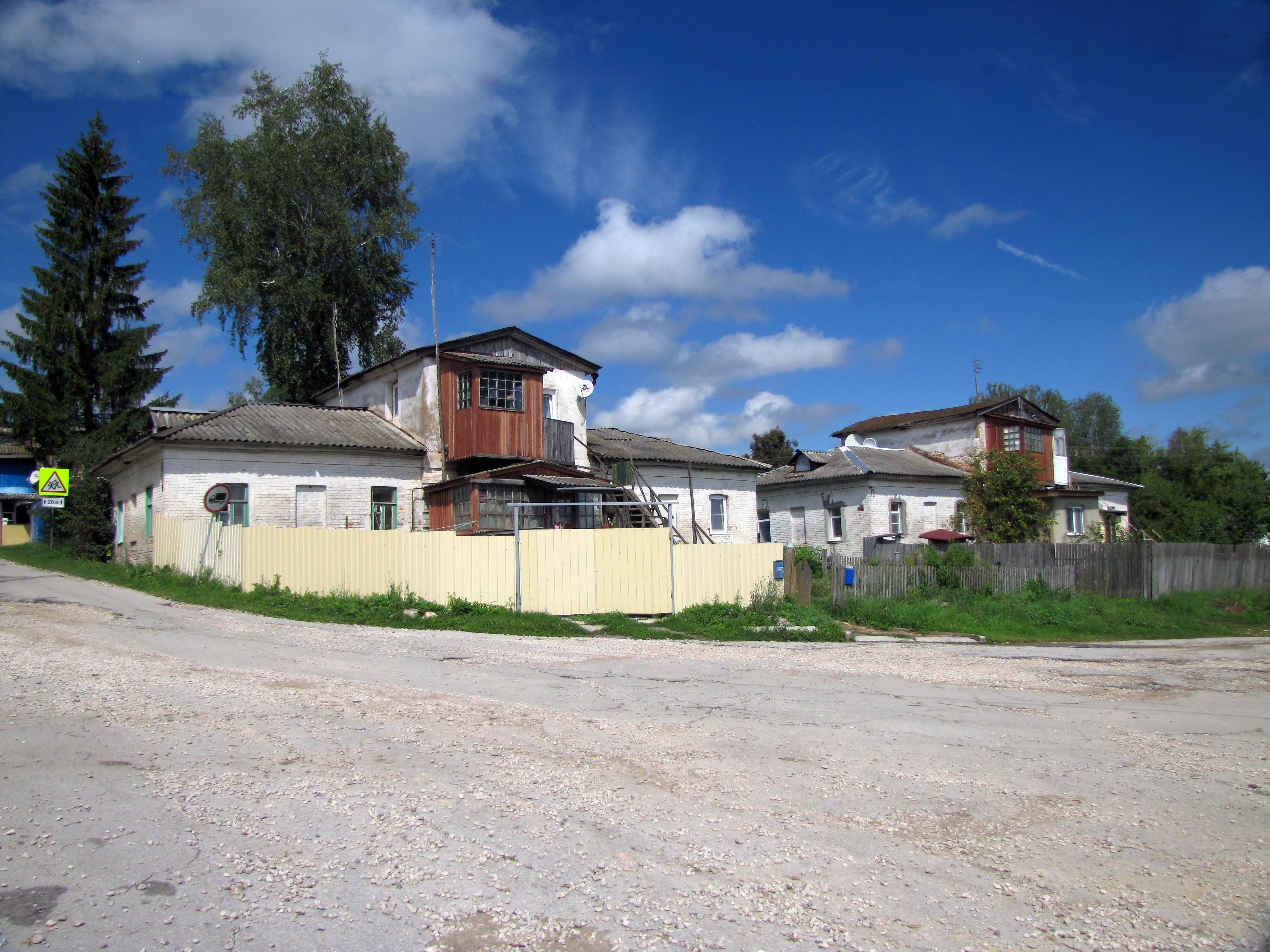
Главный жилой дом промышленной усадьбы Мосоловых
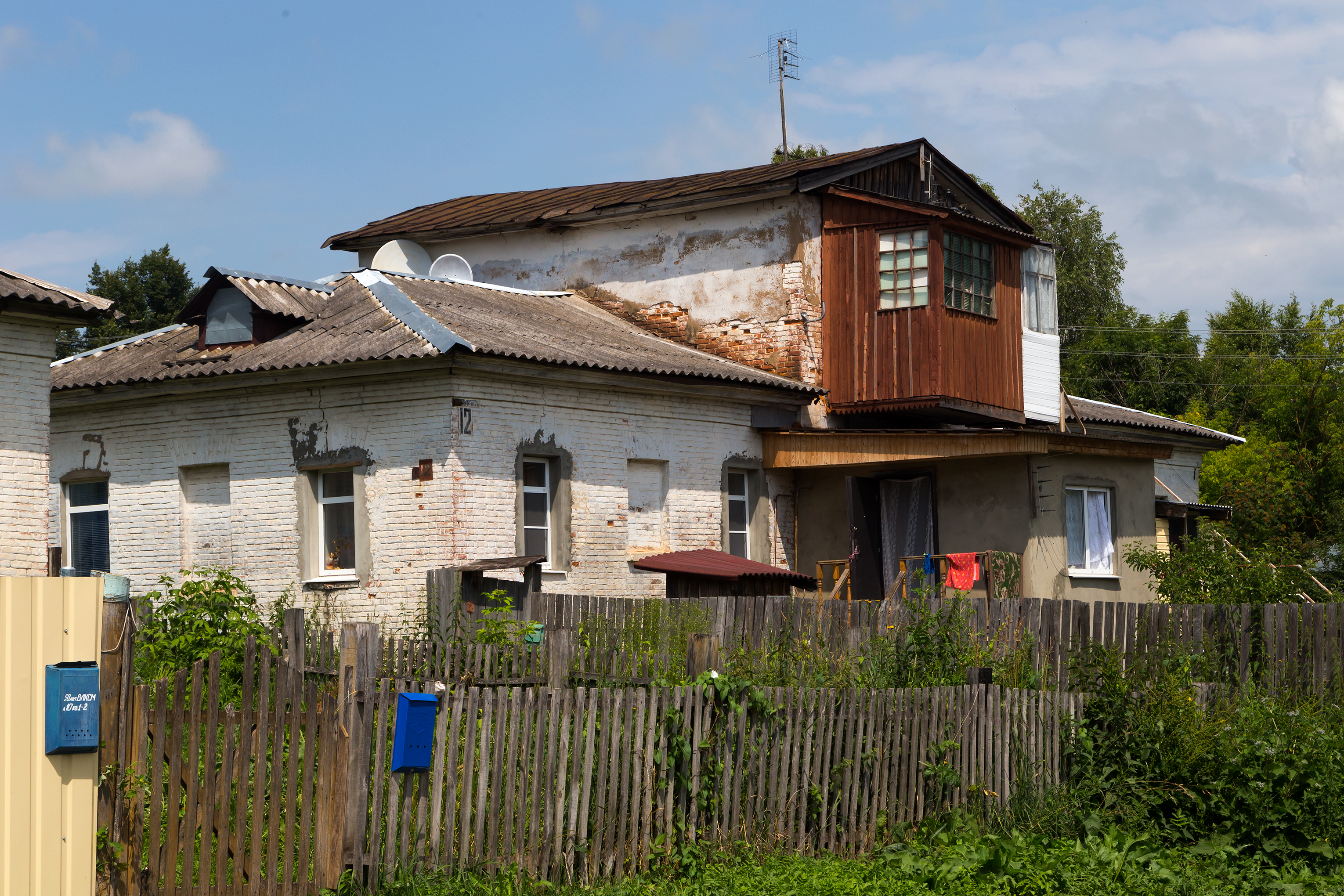
Здание людской промышленной усадьбы Мосоловых
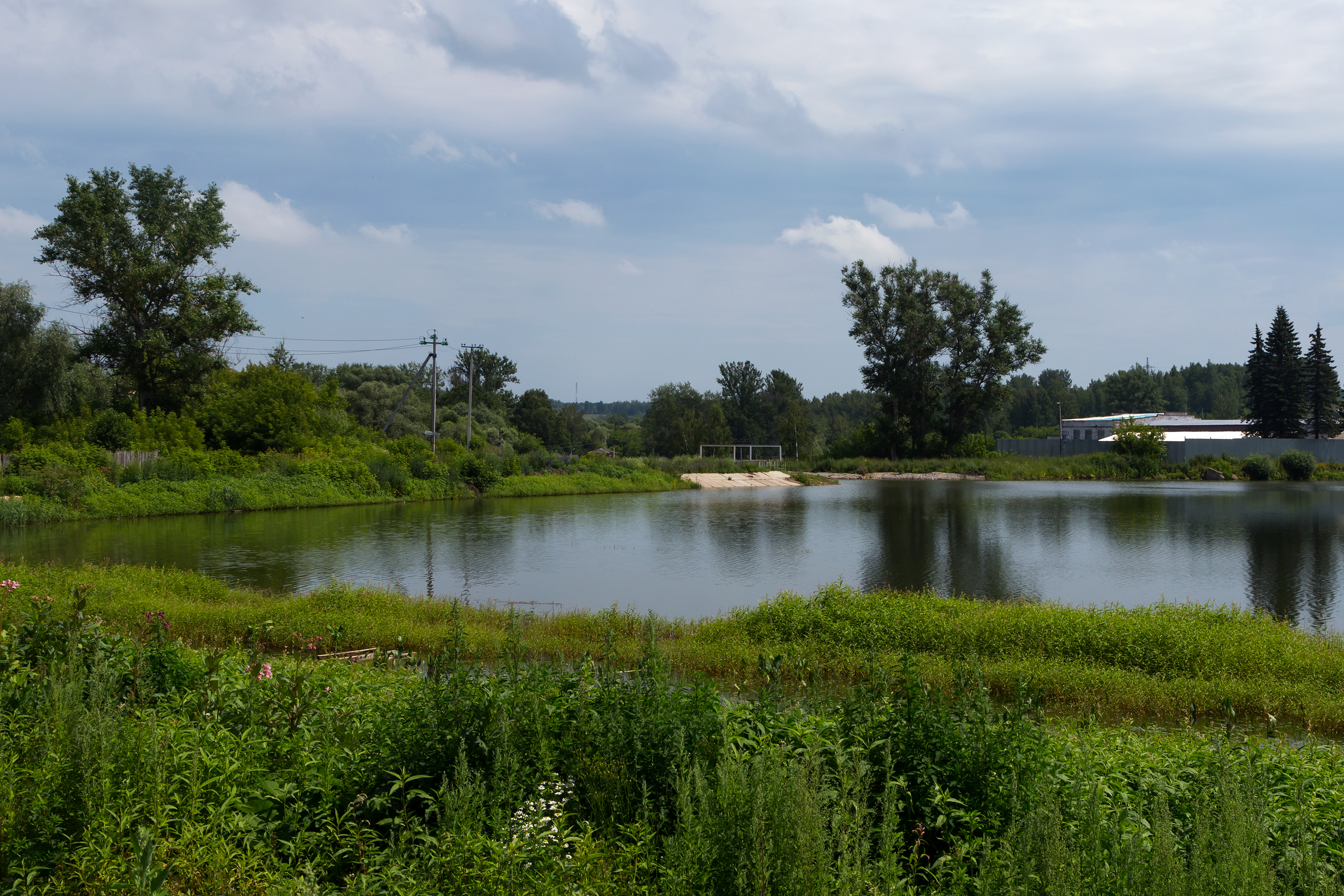
Плотина с прудом промышленной усадьбы Мосоловых

Между 1820 и 1830 годом в Туле Мосоловы построили дом, который затем продали оружейнику Гольтякову. Это здание находится на улице Октябрьской, 17.
Изделия Дубенского чугуно-плавильного завода, отличались качественным художественным литьем. На заводе изготовлялись печные дверцы и пепельницы.
Последними из рода Мосоловых, живших в Дубне, были штаб-ротмистр Алексей Иванович Мосолов и Михаил Иванович Мосолов, родившийся 1 ноября 1861 года. В 1912 году Мосоловы продали свой дом и предприятие в Дубне крестьянам Барановым и Курицыну, а сами эмигрировали за границу.